# ППК-20
Пістолет-кулемет Калашникова зразка 2020 року (ППК-20) — російський пістолет-кулемет.

## Історія
Вперше ППК-20 був представлений широкому загалу в 2020 році в рамках роботи міжнародного форуму «Армія-2020». Розробка та державні випробування ППК завершилися в 2020 році, поставки почалися в 2021 році. Зброя названа на честь Віктора Калашникова. Зброя призначена насамперед для спеціальних підрозділів МВС, ФСБ та ФСО Росії. За словами президента концерну «Калашников» Алана Лушнікова, ППК-20 буде прийнятий на озброєння ЗС РФ в 2022 році.

## Характеристика
При виконанні дослідно-конструкторських робіт зі створення нового зразка стрілецької зброї за основу був взятий пістолет-кулемет «Вітязь-СН», який серійно випускається в Іжевську. До складу ППК-20 входять ремінь з двоточковим та одноточковим кріпленням на корпусів та спеціальна сумка, виконана з маскувального матеріалу із цифровим забарвленням. Сумка призначена для перенесення стрільцем приладів малошумної стрільби, магазинів, кріпильних пристроїв, маслянки та інших пристосувань.
ППК-20 може оснащуватися телескопічним шестипозиційним прикладом, який складається на лівий бік. Пістолетна рукоятка виконана ергономічною. З'явилася додаткова поличка на перекладачі режимів вогню. На кришці ствольної коробки розміщена довга планка Пікатінні. Крім цього, кріпильні планки можуть встановлюватися знизу та збоку на цівці зброї, забезпечуючи зручність кріплення численного обважування.
На ППК-20 встановлений щілинний полум'ягасник з байонетним кріпленням приладу малошумної стрільби, що дозволяє стрілку досить швидко встановити прилад малошумної стрільби на ППК-20.

## Бойове застосування
Під час російського вторгнення в Україну ППК-20 був помічений на озброєнні російських льотчиків.